# San José Santiago
San José Santiago är en ort i Mexiko.   Den ligger i kommunen Tamazunchale och delstaten San Luis Potosí, i den sydöstra delen av landet, 200 km norr om huvudstaden Mexico City. San José Santiago ligger 790 meter över havet och antalet invånare är 230.
Terrängen runt San José Santiago är kuperad åt sydost, men åt nordväst är den bergig. Runt San José Santiago är det ganska tätbefolkat, med 60 invånare per kvadratkilometer. Närmaste större samhälle är Tamazunchale, 10,1 km nordost om San José Santiago. I omgivningarna runt San José Santiago växer i huvudsak städsegrön lövskog.